# Холлериш, Жан-Клод
Жан-Клод Холлериш (люкс. Jean-Claude Höllerich; род. 9 августа 1958, Дифферданж, Люксембург) — первый люксембургский кардинал. Архиепископ Люксембурга с 12 июля 2011. Кардинал-священник с титулом церкви Сан-Джованни-Кризостомо-а-Монте-Сакро-Альто с 5 октября 2019.

## Биография

### Ранние годы и образование
Холлериш родился 9 августа 1958 года в Дифферданже. Он вырос в Виандене и учился в Апостольской школе Клерфонтен в Айшене и в Классическом лицее в Дикирхе. С 1978 по 1981 год он изучал католическое богословие и философию в Папском Григорианском университете в Риме. 27 сентября 1981 года он вступил в орден иезуитов. После послушничества в Намюре с 1981 по 1983 год он с 1983 по 1985 год занимался пастырской работой в Люксембурге. С 1985 по 1989 год Холлериш изучал японский язык и культуру, а также теологию в Университете Софии в Токио. В 1990 году он получил степень лиценциата богословия в Высшей школе философии и теологии Святого Георга во Франкфурте-на-Майне.
21 апреля 1990 года он был рукоположен в священники в Брюсселе. С 1990 по 1994 год он получил степень лиценциата по немецкому языку и литературе в Мюнхенском университете. До 2001 года он учился в докторантуре в Центре исследований европейской интеграции в Бонне. 18 октября 2002 года Холлериш принёс вечные обеты в церкви Святого Игнатия в Токио. Он является членом японской провинции иезуитов, профессором германистики, франкологии и европейских исследований (1994–2011) и проректором по общим и студенческим вопросам Софийского университета в Токио.

### Карьера

#### Карьера как архиепископ Люксембурга
Бенедикт XVI назначил Холлериша архиепископом Люксембурга 12 июля 2011 года. Он был рукоположен в епископы 16 октября 2011 года в соборе Люксембурга своим предшественником Фернандом Франком; соконсекраторами церемонии были архиепископ Кёльна Йоахим Майснер и архиепископ Токио Пётр Такэо Окада. Он является восьмым епископом и третьим архиепископом Люксембурга.
Холлериш председательствовал на свадьбе Гийома, наследного великого герцога Люксембурга и Стефании де Ланнуа в соборе Люксембургской Богоматери в Люксембурге 20 октября 2012 года.
Он занимал руководящие должности в ряде европейских ассоциаций. С 2014 по 2018 год он был президентом Конференции европейских комиссий по вопросам правосудия и мира, а в сентябре 2017 года стал президентом Комиссии по делам молодёжи Совета епископских конференций Европы. В марте 2018 года он был избран на пятилетний срок президентом Комиссии епископских конференций Европейского союза (COMECE). Франциск назначил его участником Синода епископов 2018 года по вопросам молодёжи, веры и профессионального самоопределения.
С 1994 года Холлерих является членом католического студенческого братства AV Edo-Rhenania zu Tokio и AV Rheinstein zu Köln im CV.

#### Карьера как кардинал
5 октября 2019 года Франциск назначил его кардиналом-священником Сан-Джованни-Кризостомо-а-Монте-Сакро-Альто. В интервью, которое он дал вскоре после этого, он поддержал рукоположение женатых мужчин в католическое священство. Он сказал: «Я люблю свой обет безбрачия, я его соблюдаю, но я вижу, что женатые дьяконы могут проповедовать иначе, чем я, и я считаю, что это само по себе замечательное дополнение».
21 февраля 2020 года он стал членом Папского совета по культуре и членом Дикастерии по межрелигиозному диалогу 8 июля 2020 года.
В сентябре 2020 года он предположил, что ограничения, введённые из-за пандемии COVID-19 для доступа к таинствам и программам обучения в церкви, приведут к сокращению числа прихожан, потому что те, кто посещает церковь по культурным причинам, научатся обходиться без неё. Он считал, что это только усугубляет текущие тенденции, потому что «такой культурный католицизм не может существовать вечно». Он также сказал, что поддерживает идею постановки «больших вопросов», но надеется, что ожидаемый немецкий синод признает свои обязательства перед Церковью во всем мире. По его мнению, самым важным вопросом является роль женщин в Церкви, и он выразил готовность рассмотреть возможность рукоположения женщин: «Я просто не знаю. Но я открыт для этого. Однако очевидно, что текущей ситуации недостаточно». Вы должны видеть и замечать, что женщины имеют право голоса в церкви.
Холлериш заявил в интервью хорватскому католическому еженедельнику Glas Koncila, что, хотя Франциск не выступает за рукоположение женщин, «я выступаю за то, чтобы дать женщинам больше пастырской ответственности. И если мы этого добьёмся, то, возможно, увидим, есть ли у женщин желание быть рукоположенными», — добавил он.
8 июля 2021 года Франциск назначил его генеральным докладчиком Синода епископов 2023 года.
В 2022 году Холлериш заявил, что считает ошибочным церковное учение о том, что гомосексуальные отношения греховны: «Я считаю, что социологически-научные основы этого учения больше не являются верными». В ответ на это в анонимной служебной записке, автором которой, как позже выяснилось, был кардинал Джордж Пелл, Холлериш был назван «явным еретиком».
7 марта 2023 года Холлериш был назначен членом Совета кардиналов-советников.
Холлериш участвовал в качестве кардинала-выборщика в конклаве 2025 года, на котором был избран Лев XIV.